# Indigofera knoblecheri
Indigofera knoblecheri är en ärtväxtart som beskrevs av Karl Theodor Kotschy. Indigofera knoblecheri ingår i släktet indigosläktet, och familjen ärtväxter. Inga underarter finns listade i Catalogue of Life.